# Febbre cerebrale
La febbre cerebrale è una generica condizione clinica in cui una parte del sistema nervoso centrale si infiamma e provoca sintomi febbrili. La terminologia è datata e non utilizzata dalla moderna medicina, mentre si incontra più spesso nella letteratura vittoriana, dove descrive tipicamente una malattia potenzialmente pericolosa per la vita causata da un grave turbamento emotivo.

## Patologie
Le patologie che possono essere descritte come febbre cerebrale includono:
- Encefalite, un'infiammazione acuta dell'encefalo, comunemente causata da un'infezione virale.
- Meningite, infiammazione delle meningi che ricoprono encefalo e midollo spinale.
- Cerebrite, infiammazione del cervello.
- Scarlattina, malattia infettiva i cui sintomi possono includere paranoia e allucinazioni.

## Nella cultura di massa
Il termine è usato ne Il conte di Montecristo di Alexandre Dumas padre (1844) e in Cime tempestose (1847) di Emily Brontë.
In "The Wound Dresser", di Walt Whitman, la parte chiamata Lettere del 1864, VI, una lettera datata 15 marzo 1861 descrive un paziente perso a causa di febbre cerebrale.
Nel romanzo di Elizabeth Gaskell La cugina Phillis, la protagonista femminile Phillis Holman soffre di un improvviso attacco di febbre cerebrale dopo aver saputo che il suo amante ha sposato qualcun altro.
Nella storia di Sherlock Holmes di Arthur Conan Doyle "Il caso dell'uomo deforme", il termine è usato per descrivere una donna in stato di shock quando suo marito viene assassinato. Il termine è utilizzato anche ne "Il trattato navale"; qui si riferisce a Percy Phelps, un vecchio compagno di scuola del dottor Watson, che era sconvolto dopo aver perso importanti documenti diplomatici. È così sconvolto che, mentre torna a casa dopo aver lasciato il caso alla polizia, riferisce di essere diventato «praticamente un maniaco delirante». Phelps, «giacque per più di nove settimane, privo di sensi e pazzo di febbre cerebrale», prima di riprendersi abbastanza da chiedere aiuto a Sherlock Holmes. Allo stesso modo, personaggi con febbre cerebrale sono menzionati anche nelle storie di Holmes "L'avventura dei Faggi Rossi", "L'avventura della scatola di cartone" e "Il cerimoniale dei Musgrave".
La febbre cerebrale è menzionata anche in Dracula di Bram Stoker, dove Jonathan Harker ha la febbre cerebrale dopo essere fuggito dal Conte.
La febbre cerebrale è menzionata ne I fratelli Karamazov di Fëdor Dostoevskij, che si manifesta nell'incubo del diavolo di Ivan: «Anticipando gli eventi posso dire almeno una cosa: in quel momento era proprio alla vigilia di un attacco di febbre cerebrale. Nonostante la sua salute colpito da tempo, aveva opposto una resistenza ostinata alla febbre, che alla fine l'ha dominata completamente».
Il gentiluomo indiano signor Carrisford, in Una piccola principessa di Frances Hodgson Burnett, e il capitano Crewe, il padre di Sarah, soffrono entrambi di febbre cerebrale quando pensano che i loro investimenti nelle miniere di diamanti siano diventati inutili.
Un tecnico accusa un robot di avere "febbre cerebrale" nel racconto "Meccanismo di fuga" di Isaac Asimov del 1945, incluso nella raccolta del 1950 Io, robot.